# 존 퍼리
존 퓨리(John Furey, 영어 발음: /ˈfjʊri/, 1951년 4월 13일 ~ )는 미국의 배우이다.

## 출연 작품
- 제이슨이었던 이름의 남자: 13일의 금요일 30년 (2009, His Name Was Jason: 30 Years of Friday the 13th) - 본인 (다큐멘터리)
- A Little Thing Called Murder (2006)
- 러프 에어 (2001년)
- 랜드 오브 프리 (1998년)
- 알래스카 울프 (1995, The Wolves)
- 스케이트보드 키드 2 (1995년)
- 돌연변이 혹성 (1989년)
- 13일의 금요일 2 (1981년)
- 아일랜드 크로스 (1980년)

### 텔레비전
- 치어스 (1983)
- 호텔 - 시리즈 (1983-88)
- L.A. 로 (1987)
- ER (1996)
- JAG (1997, 2003)
- 프리텐더 제로드 (2000)
- 퀴어 애즈 포크 (2001-05)
- 뉴욕 특수수사대 (2003)
- 저징 에이미 (2005)
- CSI: 과학수사대 (2005)
- 탐정 몽크 (2006)
- 애즈 더 월드 턴즈 (2008)
- 멘탈리스트 (2011)
- 우리 생애 나날들 (2011)
- 해리스 로우 (2012)
- 스위치드 앳 버스 (2012-13)